# Мауританија на Летњим олимпијским играма 2012.
Мауританија је на Летњим олимпијским играма 2012. у Лондону учествовала са двоје спортиста, који су се такмичили у атлетици. Ово је било осмо учешће Мауританије на ЛОИ од пријема у МОК.
Заставу Мауританије на свечаном отварању Игара 27. јула носио је атлетичар Jidou El-Moctar.
Мауританија је остала у групи земаља које до сада нису освајале олимпијске медаље.

## Учесници по спортовима
| Спорт      | Мушкарци | Жене | Укупно |
| ---------- | -------- | ---- | ------ |
| Атлетика   | 1        | 1    | 2      |
| Укупно (1) | 1        | 1    | 2      |

## Резултати

### Атлетика
Представници Мауританије су за учешће на Играма добили специјалне позивнице. Обоје су оправдали свој долазак, јер су поставили један национални и један лични рекорд.

#### Мушкарци
| Атлетичар Лични рекорд | Дисциплина | Предтакмичење | Предтакмичење | Група            | Група            | Полуфинале       | Полуфинале       | Финале           | Финале       | Детаљи |
| Атлетичар Лични рекорд | Дисциплина | Резултат      | Место         | Резултат         | Место            | Резултат         | Место            | Резултат         | Место        | Детаљи |
| ---------------------- | ---------- | ------------- | ------------- | ---------------- | ---------------- | ---------------- | ---------------- | ---------------- | ------------ | ------ |
| Jidou El-Moctar 23,16  | 200 м      | 22,94 ЛР      | 8 у гр. 1     | Није се пласирао | Није се пласирао | Није се пласирао | Није се пласирао | Није се пласирао | 53 / 53 (55) |        |

#### Жене
| Атлетичарка Лични рекорд | Дисциплина | Предтакмичење | Предтакмичење | Група             | Група             | Полуфинале        | Полуфинале        | Финале            | Финале       | Детаљи |
| Атлетичарка Лични рекорд | Дисциплина | Резултат      | Место         | Резултат          | Место             | Резултат          | Место             | Резултат          | Место        | Детаљи |
| ------------------------ | ---------- | ------------- | ------------- | ----------------- | ----------------- | ----------------- | ----------------- | ----------------- | ------------ | ------ |
| Aicha Fall 2:37,2        | 800 м      | 2:27,97 НР    | 7. у гр. 5    | Није се пласирала | Није се пласирала | Није се пласирала | Није се пласирала | Није се пласирала | 37 / 40 (45) |        |